# Parafia Przemienienia Pańskiego w Kurdwanowie
Parafia Przemienienia Pańskiego w Kurdwanowie – parafia rzymskokatolicka, znajdująca się w diecezji łowickiej, w dekanacie Sochaczew – Matki Bożej Nieustającej Pomocy.